# Eidgenössische Parlaments- und Zentralbibliothek
Die Eidgenössische Parlaments- und Zentralbibliothek war bis 2008 die Parlamentsbibliothek der Schweizerischen Eidgenossenschaft. Sie befand sich im Bundeshaus in Bern und war organisatorisch der Bundeskanzlei unterstellt. Seit dem 1. Januar 2009 besteht die neue Parlamentsbibliothek, die Teile der früheren Eidgenössischen Parlaments- und Zentralbibliothek übernommen hat.

## Geschichte
Aus der damaligen Tagsatzungsbibliothek entstand 1848 die EPZB. Sie wurde 1848 mit der Gründung des Bundesstaates dem Eidgenössischen Departement des Innern unterstellt und hiess damals noch Canzleibibliothek. Obwohl die Bundeskanzlei bereits im Jahre 1914 selbständig wurde, blieb die Bibliothek aus räumlichen Gründen dem EDI angeschlossen. Sie entwickelte sich zu einer Centralbibliothek, welche einen Gesamtkatalog aller Fachbibliotheken des Landes führte. Die ersten gedruckten Bibliothekskataloge wurden 1886 und 1899 publiziert. Der Saal der Parlamentsbibliothek war von 1858 bis 1902 der Versammlungsort des Nationalrates. Nach dem Bau des Parlamentsgebäudes und dem Umzug des Nationalrates und des Ständerates im Jahre 1902 wurde der Saal in eine Bibliothek umgebaut. Nach dem Ersten Weltkrieg hatten nach und nach viele Departemente und Abteilungen eigene Bibliotheken angelegt und die Zentralbibliothek verlor an Bedeutung.
Da sich die Bibliothek aber beim Sekretariat des EDI im Bundeshaus West befand, wurde sie vom Departementssekretariat benutzt. Während des Zweiten Weltkriegs war die Bibliothek einige Jahre ohne Leitung. Erst Bundesrat Philipp Etter erteilte dem neuen Chefbibliothekar den Auftrag, eine Rechts- und Verwaltungsbibliothek aufzubauen, welche der ganzen Verwaltung dienen sollte. Die Restbestände an Belletristik wurden entfernt und der Bibliothekssaal erhielt durch den Umbau in den Jahren 1963 bis 1965 sein heutiges Aussehen. Das EDI-Sekretariat verliess zu dieser Zeit das Bundeshaus West und zog an die Inselgasse. Die Zentralbibliothek blieb immer noch an ihrem Platz im Bundeshaus.
Im Zusammenhang mit der Mirage-Affäre schuf die Bundesversammlung den Dokumentationsdienst und baute die Zahl der Hilfskräfte aus. Die Zentralbibliothek erhielt zeitgleich ein neues Reglement mit neuen Aufgaben und dem Namen, den sie bis zuletzt trug, während die Zuständigkeit vom EDI zur Bundeskanzlei wechselte.
Im Rahmen einer Verwaltungsreform wurde 2008 die Bibliothek in ihrer bisherigen Form aufgelöst. Teile der Bibliothek wurden in den Verantwortungsbereich der Bibliothek am Guisanplatz übertragen, der Rest wurde in die neue, seit dem 1. Januar 2009 bestehende Parlamentsbibliothek überführt, die von den Parlamentsdiensten geleitet wird.
Im Jahre 2009 erfolgte im Rahmen der Sanierung des Bundeshauses West eine Umgestaltung und Renovation der Bibliothekssaals, mit dem die denkmalpflegerischen Anforderungen erfüllt werden konnten.

## Organisation
Das Reglement für die Eidgenössische Parlaments- und Zentralbibliothek vom 23. Juni 1969 regelte den Aufgabenbereich der Bibliothek. Organisatorisch war die EPZB direkt dem Bundeskanzler unterstellt. Dieser delegierte die Aufsicht über den Alltagsbetrieb an einen seiner Vizekanzler. Die EPZB besass 550 Stellenprozente für die Verwaltung und Bewirtschaftung der Bibliothek.

## Bestand und Ausleihe
Die Bibliothek enthielt etwa 120'000 Bände und Broschüren, wobei die Schwerpunkte auf dem Recht, dem Parlamentarismus und den Verwaltungswissenschaften lagen. Jährlich kamen rund 1'700 Einheiten neu dazu. Im Gegenzug wurden aber auch veraltete Dokumente entfernt. Die EPZB stand den Mitgliedern der eidgenössischen Räte (National- und Ständerat), den parlamentarischen Diensten sowie den anderen Bundesbehörden und der Bundesverwaltung zur Verfügung. Die Ratsmitglieder, der Dokumentationsdienst und die übrigen Parlamentsdienste hatten für die Benützung der Bestände Priorität. Auf besonderes Gesuch hin stand die EPZB auch Drittpersonen (z. B. Studenten, Doktoranden, Professoren, Rechtsanwälten usw.) für wissenschaftliche Arbeiten offen.
Jede Woche erschien das Bibliographische Wochenbulletin, ein Verzeichnis über den Zuwachs des Bestandes. Es wurden jede Woche rund 400 Exemplare erstellt und verteilt.